# Чемерська волость (Козелецький повіт)
Чемерська волость — історична адміністративно-територіальна одиниця Козелецького повіту Чернігівської губернії з центром у селі Чемер.
Станом на 1885 рік складалася з 9 поселень, 18 сільських громад. Населення — 7235 осіб (3584 чоловічої статі та 3651 — жіночої), 1460 дворових господарства.
|                     | Площа, десятин | У тому числі орної, дес. |
| ------------------- | -------------- | ------------------------ |
| Сільських громад    | 10693          | 7462                     |
| Приватної власності | 6721           | 4449                     |
| Іншої власності     | 17             | 15                       |
| Загалом             | 17431          | 11926                    |

Основні поселення волості:
- Чемер — колишнє державне та власницьке село при урочищах Шпаківка, Чемерка та Бобрик за 21 версту від повітового міста, 2013 осіб, 416 дворів, православна церква, школа, 5 постоялий будинків, лавка, 45 вітряних млинів, 2 маслобійних заводи. За 4 версти — поштова станція.
- Будище — колишнє державне та власницьке село при урочищі Бобрик, 359 осіб, 48 дворів, 2 постоялих будинки, винокурний завод.
- Кіпті — колишнє державне та власницьке село при урочищі Калита, 902 особи, 172 двори, православна церква, 2 постоялих будинки, 2 вітряних млинів, 2 маслобійних заводи.
- Патюти — колишнє державне село, 888 осіб, 188 дворів, постоялий будинок.
- Сморшки і Гладке — колишнє державне село, 282 особи, 55 дворів, православна церква, постоялий будинок, 4 вітряних млини.
- Церковище (Брилевище) — колишнє державне село, 1602 особи, 355 дворів, православна церква, школа, 3 постоялих будинки, 2 лавки, 31 вітряний млин, крупорушка.

1899 року у волості налічувалось 24 сільських громад, населення зросло до 12 549 осіб (6202 чоловічої статі та 6347 — жіночої).